# Руполова дрег трка
Руполова дрег трка (енгл. RuPaul's Drag Race) америчка је ријалити-такмичарска телевизијска eмисија коју производи World Of Wonder за Logo TV (1—8. сезона), VH1 (9—14. сезона) и MTV (од 15. сезоне). Приказује Руполову потрагу за „следећом америчком дрег суперзвездом”. Наслов представља игру речи са фразом „дрег рејс”, која се односи на трке моторним возилима, као и термином дрег краљица.
Рупол је у улози водитеља и главног члана жирија, који такође чине и Мишел Висаж, Рос Метјуз, Карсон Кресли, Тијес Медисон и Ло Роуч. До данас је емитовано седамнаест сезона и проглашено седамнаест победника. Победник сваке сезоне поред титуле добија и новчану награду, која тренутно износи 200.000 америчких долара. У оквиру франшизе Дрег трка, између осталих, налази се Руполова дрег трка: All Stars, у којој се истакнути учесници из претходних сезона поново такмиче за новчану награду, као и за место у „алеји славних”. Поред САД, Дрег трка такође поседује и међународне верзије у преко петнаест других земаља света.
Емисија је 2010. године добила награду за најбољи ријалити-програм од стране невладине организације GLAAD, која се бори за права ЛГБТ+ особа у медијима. Дрег трка је такође добила више од двадесет награда Еми, укључујући и награду за најбољи ријалити-такмичарски програм четири године заредом од 2018. до 2021. године.

## Формат
Потенцијални такмичари подносе видео-аудиције продуцентској кући World of Wonder. Рупол, водитељ и главни члан жирија, прегледа аудиције и лично бира такмичаре за сезону. Отприлике две седмице након што је група изабрана, почиње снимање епизода, од којих се свака обично завршава елиминисањем једног од такмичара. Ретко, исход епизоде је био двострука елиминација, без елиминације, дисквалификација такмичара, или одлазак такмичара из здравствених разлога.
Свака епизода садржи такозвани макси-изазов који тестира вештине такмичара у различитим областима дрег перформанса. Поједине епизоде садрже и мини-изазов, чија је награда често предност или корист у предстојећем макси-изазову. Након макси-изазова, такмичари на модној писти представљају тематске изгледе у оквиру задате „категорије”. Рупол и жири затим критикују наступ сваког такмичара, разматрају међу собом, док Рупол на крају проглашава победника седмице и два најслабија такмичара. Два такмичара који су се лошије показали у изазовима се затим суочавају у изазову певања на плејбек (Lipsync Battle). На основу њиховог наступа, Рупол проглашава победника дуела, док губитник бива елиминисан из такмичења. Углавном, такмичари који напредују током сезоне су они за које жири сматра да су показали највише „харизме, јединствености, петље и талента” (Charisma, uniqueness, nerve and talent — C.U.N.T.).
Последњи преостали такмичари се из полуфиналне епизоде пласирају у велико финале у којем Рупол крунише победника сезоне. У ранијим сезонама, као и у свим сезонама емисије All Stars, финале је унапред снимано у студију без публике. Закључно са четвртом сезоном, финале се одржава на великој сцени пред публиком. У новијем формату финалне епизоде, финалисти или изводе унапред осмишљене нумере или се боре у дуелу, на основу којих се одређује победник сезоне и носилац титуле „следеће дрег суперзвезде”. Финале 12. сезоне снимљено је на даљину због пандемије ковида 19. Цела сезона се обично снима четири недеље.

### Мини и макси-изазови
Мини-изазови су брзи, мали задаци које Рупол најављује на почетку епизоде. Један од најпопуларнијих мини-изазова, који се понавља из сезоне у сезону, је изазов „читања” (The Reading Challenge). У њему такмичари сатирично критикују једни друге у процесу званом „читање”, који је популаризовао документарни филм Париз гори (Paris is Burning).
Макси-изазови се разликују у вештини коју тестирају; неки су групни изазови који садрже певање и глуму, док други представљају комедију, таленат по избору, плес или шминкање. Победник добија материјалну или новчану награду. Закључно са петом сезоном, победник је понекад такође добијао имунитет против елиминације следеће недеље.

### Жири
Рупол је водитељ и главни члан жирија од почетка приказивања емисије. Од прве сезоне у жирију су такође били и модна колумнисткиња Мерл Гинзберг и дизајнер и финалиста емисије Пројекат модна писта, Сантино Рајс. У трећој сезони Гинзбергову је заменила певачица, радио-водитељка и Руполова дугогодишња сарадница Мишел Висаж. Током четврте и пете сезоне, шминкер Били Би је повремено вршио улогу сталног члана жирија у одсуству Сантина Рајса. Након шесте сезоне, Рајс је напустио емисију када су га заменили телевизијске личности Рос Метјуз и Карсон Кресли, који се наизменично појављују у епизодама током сваке следеће сезоне. Од петнаесте сезоне, Тијес Медисон је постала стална чланица жирија. Ло Роуч се појавио као гостујући члан жирија у 16. сезони, а затим се придружио као стални члан током 17. сезоне.
Поред сталних чланова жирија, панелу се током епизода придружују и друге познате личности у улози гостујућих чланова жирија, као што су: Лејди Гага, Ники Минаж, Мајли Сајрус, Кристина Агилера, Аријана Гранде, Пола Абдул, Оливија Њутон Џон, Трој Сиван, Лизо, Кети Грифин, Вупи Голдберг, Џеф Голдблум, Тараџи Хенсон, Џиџи Хадид, Кара Делевин и Александрија Окасио Кортез.
| Жири          | Сезона | Сезона | Сезона | Сезона | Сезона | Сезона | Сезона | Сезона | Сезона | Сезона | Сезона | Сезона | Сезона | Сезона | Сезона | Сезона | Сезона |        |
| Жири          | 1.     | 2.     | 3.     | 4.     | 5.     | 6.     | 7.     | 8.     | 9.     | 10.    | 11.    | 12.    | 13.    | 14.    | 15.    | 16.    | 17.    |        |
| ------------- | ------ | ------ | ------ | ------ | ------ | ------ | ------ | ------ | ------ | ------ | ------ | ------ | ------ | ------ | ------ | ------ | ------ | ------ |
| Рупол         | Главна | Главна | Главна | Главна | Главна | Главна | Главна | Главна | Главна | Главна | Главна | Главна | Главна | Главна | Главна | Главна | Главна | Главна |
| Сантино Рајс  | Главна | Главна | Главна | Главна | Главна | Главна | Гост   |        |        |        |        |        |        |        |        |        |        |        |
| Мерл Гинзберг | Главна | Главна |        |        |        |        | Гост   |        |        |        |        |        |        |        |        |        |        |        |
| Били Би       |        |        | Главна | Главна |        |        |        |        |        |        |        |        |        |        |        |        |        |        |
| Мишел Висаж   |        |        | Главна | Главна | Главна | Главна | Главна | Главна | Главна | Главна | Главна | Главна | Главна | Главна | Главна | Главна | Главна | Главна |
| Рос Метјуз    |        |        |        | Гост   |        |        | Главна | Главна | Главна | Главна | Главна | Главна | Главна | Главна | Главна | Главна | Главна | Главна |
| Карсон Кресли |        |        |        |        |        |        | Главна | Главна | Главна | Главна | Главна | Главна | Главна | Главна | Главна | Главна | Главна | Главна |
| Тијес Медисон |        |        |        |        |        |        |        |        |        |        |        |        | Гост   | Гост   | Главна | Главна | Главна | Главна |
| Ло Роуч       |        |        |        |        |        |        |        |        |        |        |        |        |        |        |        | Гост   | Главна | Главна |

## Сезоне

### RuPaul's Drag Race
| Сезона | Оригинално емитовање | Оригинално емитовање | Победник         | Другопласирани          |                             | Бр. такмичара | Бр. епизода | Главна награда |
| Сезона | Премијера            | Финале               | Победник         | Другопласирани          |                             | Бр. такмичара | Бр. епизода | Главна награда |
| ------ | -------------------- | -------------------- | ---------------- | ----------------------- | --------------------------- | ------------- | ----------- | -------------- |
| 1.     | 2. фебруар 2009.     | 23. март 2009.       | Биби Захара Бене | Нина Фалуерс            | Нина Фалуерс                | 9             | 9           | $20.000        |
| 2.     | 1. фебруар 2010.     | 26. април 2010.      | Тајра Сенчез     | Рејвен                  | Пандора Бокс                | 12            | 12          | $25.000        |
| 3.     | 24. јануар 2011.     | 2. маја 2011.        | Ража             | Манила Лузон            | Јара Софија                 | 13            | 16          | $75.000        |
| 4.     | 30. јануар 2012.     | 30. април 2012.      | Шерон Нидлс      | Чед Мајклс Фи Фи О'Хера | Латрис Ројал                | 13            | 14          | $100.000       |
| 5.     | 28. јануар 2013.     | 6. мај 2013.         | Џинкс Монсун     | Аласка Рокси Ендрус     | Ајви Винтерс                | 14            | 14          | $100.000       |
| 6.     | 24. фебруар 2014.    | 19. мај 2014.        | Бјанка дел Рио   | Адор Делано Кортни Ект  | Бенделакрем                 | 14            | 14          | $100.000       |
| 7.     | 2. март 2015.        | 1. јун 2015.         | Вајoлет Чачки    | Џинџер Минџ Прл         | Катјa                       | 14            | 14          | $100.000       |
| 8.     | 7. март 2016.        | 16. мај 2016.        | Боб Д’Дрег Квин  | Ким Чи Наоми Смолс      | Синтија Ли Фонтејн          | 12            | 10          | $100.000       |
| 9.     | 24. март 2017.       | 23. јун 2017.        | Саша Велур       | Пеперминт               | Валентина                   | 14            | 14          | $100.000       |
| 10.    | 22. март 2018.       | 28. јун 2018.        | Акварија         | Јурика Кемрон Мајклс    | Моне Екс Чејнџ              | 14            | 14          | $100.000       |
| 11.    | 28. фебруар 2019.    | 30. мај 2019.        | Иви Одли         | Бруклин Хајтс           | Нина Вест                   | 15            | 14          | $100.000       |
| 12.    | 28. фебруар 2020.    | 29. мај 2020.        | Џејда Есенц Хол  | Кристал Метид Џиџи Гуд  | Хајди Ен'Клозет             | 13            | 14          | $100.000       |
| 13.    | 1. јануар 2021.      | 23. април 2021.      | Симон            | Кенди Мјуз              | Лала Ри                     | 13            | 16          | $100.000       |
| 14.    | 7. јануар 2022.      | 23. април 2022.      | Вилоу Пил        | Лејди Камден            | Корнбред                    | 14            | 16          | $150.000       |
| 15.    | 6. јануар 2023.      | 14. април 2023.      | Саша Колби       | Анитра                  | Малејжа Бејбидол Фокс       | 16            | 16          | $200.000       |
| 16.    | 5. јануар 2024.      | 19. април 2024.      | Нимфија Винд     | Сафира Кристал          | Сафира Кристал Ксунами Мјуз | 14            | 16          | $200.000       |

- Биби Захара Бене
- Тајра Сенчез (Џејмс Рос)
- Ража
- Шерон Нидлс
- Џинкс Монсун
- Бјанка дел Рио
- Вајолет Чачки
- Боб Д'Дрег Квин
- Саша Велур
- Акверија
- Иви Одли
- Џејд Есенс Хол
- Симон
- Вилоу Пил
- Саша Колби
- Нимфија Винд

### RuPaul's Drag Race: All Stars
| Сезона | Оригинално емитовање | Оригинално емитовање | Победник                     | Другопласирани                  | Бр. такмичара | Бр. епизода | Главна награда |
| Сезона | Премијера            | Финале               | Победник                     | Другопласирани                  | Бр. такмичара | Бр. епизода | Главна награда |
| ------ | -------------------- | -------------------- | ---------------------------- | ------------------------------- | ------------- | ----------- | -------------- |
| 1.     | 22. октобар 2012.    | 26. новембар 2012.   | Чед Мајклс                   | Рејвен                          | 12            | 6           | $100.000       |
| 2.     | 25. август 2016.     | 27. октобар 2016.    | Аласка                       | Дитокс Катја                    | 10            | 9           | $100.000       |
| 3.     | 25. јануар 2018.     | 15. март 2018.       | Трикси Мател                 | Кенеди Девенпорт                | 10            | 8           | $100.000       |
| 4.     | 14. децембар 2018.   | 15. фебруар 2019.    | Моне Екс Чејнџ Тринити Д'Так | Моник Харт Наоми Смолс          | 10            | 10          | $100.000       |
| 5.     | 5. јун 2020.         | 24. јул 2020.        | Шеј Кулеј                    | Ђуђуби Миз Крекер               | 10            | 8           | $100.000       |
| 6.     | 24. јун 2021.        | 2. септембар 2021.   | Кајли Соник Лав              | Јурика! Џинџер Минџ Ража О'Хера | 13            | 12          | $100.000       |
| 7.     | 20. мај 2022.        | 29. јул 2022.        | Џинкс Монсун                 | Моне Екс Чејнџ                  | 8             | 12          | $200.000       |
| 8.     | 12. мај 2023.        | 21. јул 2023.        | Џимбо                        | Кенди Мјуз                      | 12            | 12          | $200.000       |
| 9.     | 17. мај 2024.        | 27. јул 2024.        | Енџирија Парис Ванмајклс     | Рокси Ендрус Ванеса Венџи Матео | 8             | 12          | $200.000       |

- Чед Мајклс
- Аласка
- Трикси Мател
- Моне Екс Чејнџ
- Тринити Д'Так
- Шеј Кулеј
- Кајли Соник Лав
- Цинкс Моснун
- Џимбо
- Енџирија Парис Ванмајклс

1. ↑   сезона је такође ословљeна као All Winners сезона.

## Учесници
Од почетка емитовања серијала Руполова дрег трка 2009. године, укупно се такмичило 180 дрег краљица. До сада је крунисано четрнаест победника регуларних сезона - Биби Захара Бене, Тајра Сенчез, Ража, Шерон Нидлс, Џинкс Монсун, Бјанка Дел Рио, Вајолет Чачки, Боб Д'Дрег Квин, Саша Велур, Акверија, Иви Одли, Џејда Есенс Хол, Симон и Вилоу Пил. А такође је током досадашњих седам Ол старс сезона проглашено још осам победника - Чед Мајклс, Аласка, Трикси Мател, Моне Екс Чејнџ, Тринити Д'Так, Шеј Кулеј, Кајли Соник Лав и Џинкс Монсун.
Ђуђуби (Jujubee) за сада држи рекорд као једина учесница која се такмичила у четири различите сезоне с обзиром на њено појављивање у другој, Ол старс првој и петој, као и у RuPaul's Drag Race: UK Versus the World сезони.
Извођачи свих сексуалних оријентација и родних идентитета могу да се пријаве за учешће у програму. У интервјуу из 2013. године, учесница пете сезоне Моника Беверли Хилс (Monica Beverly Hillz), која се током серијала отворено декларисала као трансродна жена, је изјавила да се приликом пријављивања за шоу од учесника не тражи да се изјасне по питању рода или сексуалности. Кајли Соник Лав (Kylie Sonique Love) је на крају друге сезоне 2010. године постала прва такмичарка која се јавно у шоуу изјаснила као трансродна жена, победом у Ол старс шестој сезони је такође постала и прва транс победница серијала. Са друге стране, финалиста тринаесте сезоне из 2021. године, Готмик (Gottmik), је постао први учесник који се декларише као трансродни мушкарац. Меди Морфозис (Maddy Morphosis) из четрнаесте сезоне је први такмичар који се деклариши као хетеросексуални цисродни мушкарац.

## Интернационална франшиза
| Земља/регион                    | Оригинални назив                            | Година премијере |
| ------------------------------- | ------------------------------------------- | ---------------- |
| Чиле                            | The Switch Drag Race                        | 2015.            |
| Тајланд                         | Drag Race Thailand                          | 2018.            |
| Велика Британија                | RuPaul's Drag Race UK                       | 2019.            |
| Велика Британија                | RuPaul's Drag Race: UK Versus the World     | 2022.            |
| Канада                          | Canada's Drag Race                          | 2020.            |
| Канада                          | Canada's Drag Race: Canada Versus the World | 2022.            |
| Холандија                       | Drag Race Holland                           | 2020.            |
| Аустралија · Нови Зеланд        | RuPaul's Drag Race Down Under               | 2021.            |
| Шпанија                         | Drag Race España                            | 2021.            |
| Шпанија                         | Drag Race España: All Stars                 | 2023.            |
| Италија                         | Drag Race Italia                            | 2021.            |
| Француска                       | Drag Race France                            | 2022.            |
| Филипини                        | Drag Race Philippines                       | 2022.            |
| Белгија                         | Drag Race Belgique                          | 2023.            |
| Шведска                         | Drag Race Sverige                           | 2023.            |
| Мексико                         | Drag Race México                            | 2023.            |
| Бразил                          | Drag Race Brazil                            | 2023.            |
| Аустрија · Немачка · Швајцарска | Drag Race Germany                           | 2023.            |